# Anselmo Gianfanti

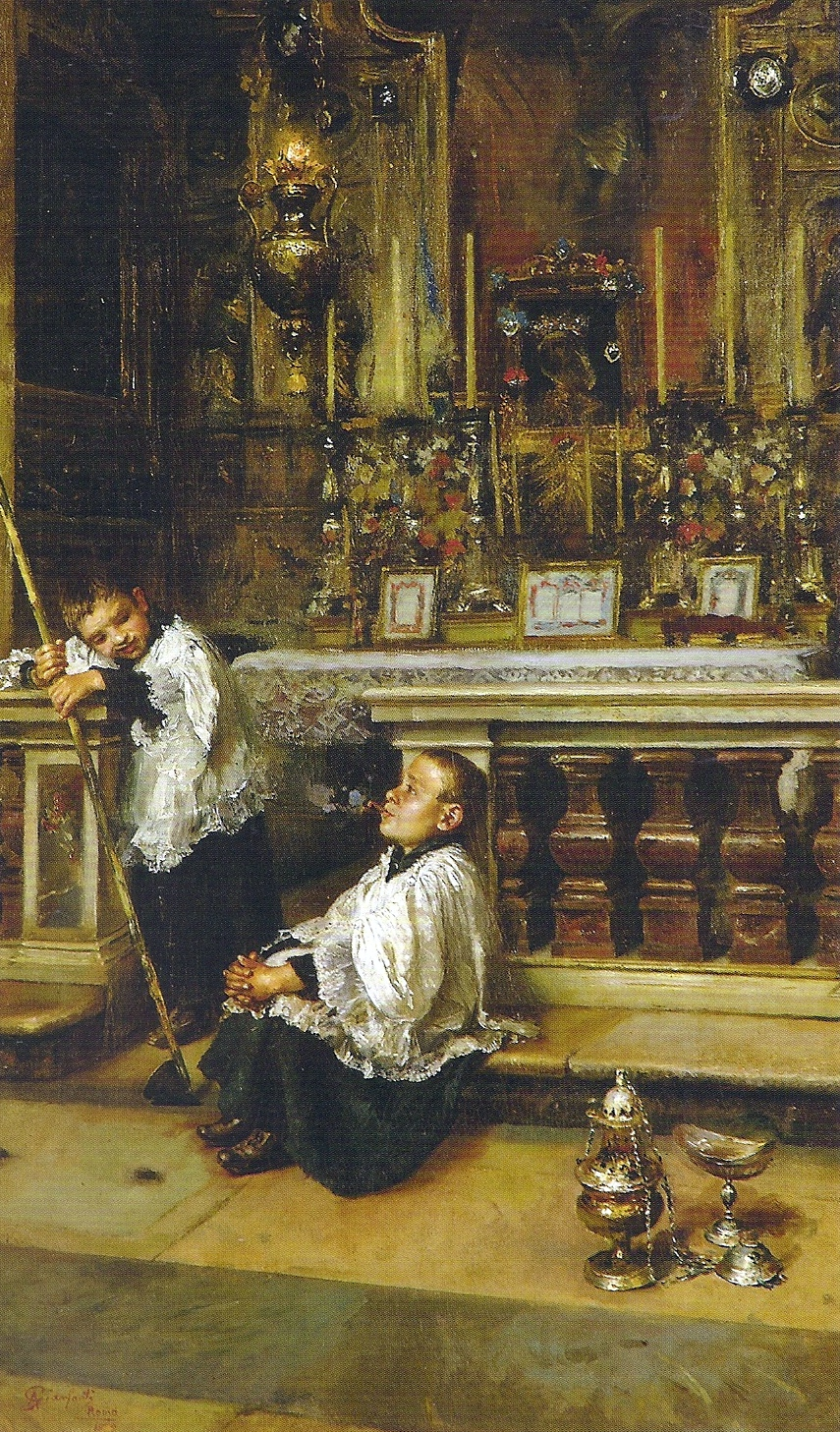
Intérieur d'une église (1889).

Anselmo Gianfanti, né le 28 septembre 1857 à Montiano et mort le 11 janvier 1903 à Cesena, est un peintre italien connu pour ses sujets de genre et ses portraits.

## Biographie
Anselmo Gianfanti naît le 28 septembre 1857 à Montiano près de Cesena de Giacomo, cordonnier, et de Luigia Fabbri. 
Il est l'élève de Domenico Morelli. Il peint le Benedicamus Domini à la Galerie nationale d'art moderne de Rome. Il peint également peint une miniatore Frati et divers portraits. 
Il obtient initialement une bourse pour étudier à l'Accademia di Belle Arti di Firenze, mais en 1880, il est à Naples avec Morelli. Il se lie d'amitié avec les peintres de Cesena, Paolo Grilli et Tullio Golfarelli. À Cesena, il rencontre également Giosuè Carducci et Nazzareno Trovanelli.
Il meurt le 11 janvier 1903 à Cesena de la tuberculose.